# Manifesto (parfum)
Pour les articles homonymes, voir Manifesto (homonymie).
Manifesto est un parfum d'Yves Saint-Laurent, créé en 2012.

## Historique
Manifesto a été créé par Anne Flipo et Loc Dong. Le flacon qui rappelle une silhouette de femme avec en son centre une ceinture améthyste a été créé par les studios de couture Yves Saint-Laurent.
La distribution de Manifesto a débuté en France le 10 septembre 2012. Le premier spot télévisé a quant à lui été diffusé pour la première fois le 11 septembre. Ce spot a été réalisé par Nicolas Winding Refn, réalisateur de Drive.
L'égérie de Manifesto est Jessica Chastain, actrice hollywoodienne notamment connue pour ses rôles dans The Tree of Life et La Couleur des sentiments, film pour lequel elle a été nommée aux Oscars .
Description de la fragrance : Une brassée de jasmin griffée de notes vertes et un audacieux sillage de bois, vanille et fèves tonka signent cette nouvelle déclaration de féminité.